# Shiho Tanaka (Judoka)
Shiho Tanaka (jap. 田中志歩; * 29. Juni 1998) ist eine japanische Judoka. 2019 war sie Asien-Pazifik-Meisterin. 2024 wurde sie Weltmeisterschaftsdritte und 2025 Weltmeisterin.

## Sportliche Karriere
Shiho Tanaka kämpft in der Gewichtsklasse bis 70 Kilogramm. 2017 erreichte sie mit dem dritten Platz beim Grand-Slam-Turnier in Tokio erstmals das Siegerpodest bei einem Grand Slam, nachdem sie im Halbfinale gegen Yōko Ōno verloren hatte. 2018 gewann sie den Kodokan Cup, bei dem sie bereits 2017 Zweite gewesen war. Bei den Asienspielen 2018 gewann Tanaka mit dem japanischen Mixed-Team den Titel in der Mannschaftswertung. 2019 siegte sie bei den Asien-Pazifik-Meisterschaften. Kurz darauf erkämpfte sie auch bei der Universiade in Neapel die Goldmedaille. Ende 2019 gewann Shiho Tanaka erneut den Kodokan Cup.
Im Dezember 2021 trat Tanaka als Mittelgewichtlerin bei den Japanischen Meisterschaften in der offenen Klasse an und gewann den Titel. Im Februar 2022 gewann sie beim Turnier in Tel Aviv ihren ersten Grand-Slam-Titel. Im Finale bezwang sie die Niederländerin Sanne van Dijke. Bei den 2023 ausgetragenen Asienspielen 2022 in Hangzhou gewann sie nach einem Finalsieg gegen die Nordkoreanerin Mun Song-hui in ihrer Gewichtsklasse ebenso die Goldmedaille wie auch in der Mannschaftskonkurrenz mit der japanischen Mannschaft. 2024 bei den Weltmeisterschaften in Abu Dhabi unterlag Tanaka im Viertelfinale der Französin Margaux Pinot, sicherte sich aber anschließend eine Bronzemedaille.